# نورد ستريم 2
نورد ستريم 2 هو خط أنابيب للغاز، في عام 2011 بدأت شركة نورد ستريم بتقييم مشروع توسع يتكون من خطين إضافيين (سمي باسم نورد ستريم 2) لمضاعفة السعة السنوية للغاز حتى 110 مليار متر مكعب (3.9 تريليون قدم مكعب).

## نبذة
في أغسطس 2012 تقدمت شركة نورد ستريم بطلب إلى الحكومتين الفنلندية والإستونية لدراسة الطريق في المناطق الاقتصادية تحت الماء للخطين الثالث والرابع. تم النظر في خطة لتوجيه خط أنابيب إضافي إلى المملكة المتحدة الذي تم التخلي عنه.

## التعليق
في يناير 2015 أعلنت شركة غازبروم أنه تم تعليق مشروع التوسعة لأن الخطوط الحالية كانت تعمل بنصف طاقتها فقط، بسبب عقوبات الاتحاد الأوروبي على روسيا، بعد ضمها لشبه جزيرة القرم.

## البناء
في 31 يناير 2018 منحت ألمانيا نورد ستريم 2 تصريحًا للبناء والتشغيل في المياه الألمانية ومناطق اليابسة بالقرب من لوبمين. في مايو 2018 بدأ البناء من غرايفسفالت.
في يناير 2019 أرسل السفير الأمريكي في ألمانيا، ريتشارد غرينيل، رسائل إلى الشركات المشاركة في بناء نورد ستريم 2 لحثها على التوقف عن العمل في المشروع وتهديدها باحتمال فرض عقوبات. في ديسمبر 2019، حث السناتور الجمهوريان تيد كروز ورون جونسون مالك شركة كل البحار (Allseas)، إدوارد هيريما على تعليق الأعمال في خط الأنابيب، حيث تم تحذيره من أن الولايات المتحدة ستفرض عقوبات على الشركة. اقترح كروز رسميًا مشروع القانون هذا لتمكين العقوبات في 8 نوفمبر 2021. في 21 ديسمبر 2019، أعلنت شركة كل البحار أن الشركة أوقفت أنشطة مد خطوط الأنابيب نورد ستريم 2، وتوقعت سن قانون تفويض الدفاع الوطني الأمريكي للسنة المالية 2020 الذي يتضمن عقوبات.
في مايو 2020 رفضت هيئة تنظيم الطاقة الألمانية استثناءً من قواعد المنافسة التي تتطلب نورد ستريم 2 فصل ملكية الغاز عن النقل. في أغسطس 2020 فرضت بولندا غرامة مالية قدرها 50 مليون يورو على شركة غازبروم بسبب عدم تعاون الشركة مع تحقيق أجرته يوكيك (UOKiK)، وهي هيئة مراقبة مكافحة الاحتكار البولندية. استشهدت هيئة مراقبة مكافحة الاحتكار البولندية بقواعد المنافسة ضد شركة غازبروم والشركات التي تمول المشروع، مشتبهًا في أنها واصلت العمل في خط الأنابيب دون إذن من حكومة بولندا.
في ديسمبر 2020 واصلت سفينة مد الأنابيب الروسية أكاديمك تشيرسكي مد الأنابيب. في يناير 2021 قامت سفينة فورتونا بالانضمام إلى أكاديمك تشيرسكي لإكمال خط الأنابيب. في 4 يونيو 2021 أعلن الرئيس بوتين أن مد الأنابيب للخط الأول من نورد ستريم 2 قد اكتمل بالكامل. في 10 يونيو تم ربط مقاطع الأنبوب، حيث يكتمل وضع الخط الثاني في سبتمبر 2021.

## الاقتصاد

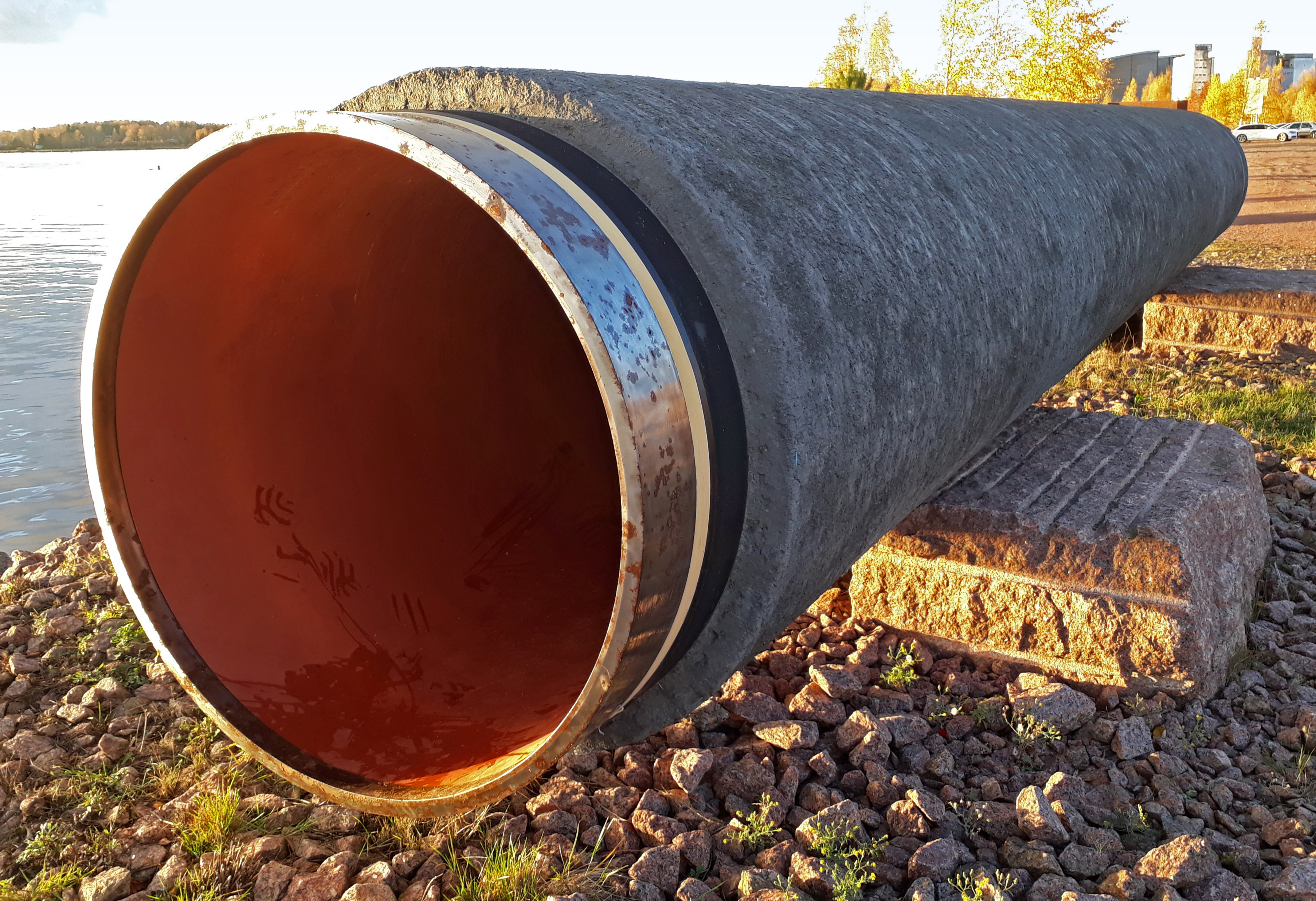
قطعة من أنابيب نورد ستريم 2 معروضة في فنلندا

في يونيو 2021 قال وزير الخارجية الأمريكي أنتوني بلينكن إن استكمال مشروع نورد ستريم 2 أمر لا مفر منه. في يوليو 2021 حثت الولايات المتحدة أوكرانيا على عدم انتقاد الاتفاقية المرتقبة مع ألمانيا بشأن خط الأنابيب. في 20 يوليو 2021 توصل جو بايدن وأنجيلا ميركل إلى اتفاق نهائي يقضي بأن الولايات المتحدة قد تفرض عقوبات إذا استخدمت روسيا نورد ستريم 2 «كسلاح سياسي». يهدف الاتفاق إلى منع بولندا وأوكرانيا من قطع إمدادات الغاز الروسي. ستحصل أوكرانيا على قرض بقيمة 50 مليون دولار للتقنية الخضراء حتى عام 2024، وستنشئ ألمانيا صندوقًا بقيمة مليار دولار لتعزيز انتقال أوكرانيا إلى الطاقة الخضراء لتعويض خسارة رسوم نقل الغاز. سيتم تمديد عقد نقل الغاز الروسي عبر أوكرانيا حتى عام 2034، إذا وافقت الحكومة الروسية.
في 16 نوفمبر 2021 ارتفعت أسعار الغاز الطبيعي في أوروبا بنسبة 17٪ بعد أن علقت هيئة تنظيم الطاقة الألمانية الموافقة على نورد ستريم 2. في 9 ديسمبر 2021 دعا رئيس الوزراء البولندي ماتيوز موراوسكي، المستشار الألماني المعين حديثًا أولاف شولتس إلى معارضة بدء تشغيل نورد ستريم 2 وعدم الاستسلام لضغوط روسيا. وفي زيارة لروما، قال ماتيوز موراوسكي: "سأدعو المستشار أولاف شولتس إلى عدم الاستسلام لضغوط روسيا وعدم السماح باستخدام نورد ستريم 2 كأداة للابتزاز ضد أوكرانيا، وأداة للابتزاز ضد بولندا وضد الاتحاد الأوروبي.

## الإفلاس
بعد الغزو الروسي لأوكرانيا في فبراير 2022، قام المستشار الألماني أولاف شولتس، بتجميد عملية الموافقة على فتح الخط. في 1 مارس 2022، تقدمت الشركة بطلب الإفلاس نتيجة للعقوبات الأمريكية المفروضة على الشركات المملوكة للدولة الروسية، وطردت جميع موظفيها.